# Grand Prix Cycliste de Québec 2019
10. ročník jednodenního cyklistického závodu Grand Prix Cycliste de Québec se konal 13. září 2019 v Kanadě. Vítězem se stal podruhé v řadě Australan Michael Matthews z týmu Team Sunweb. Na druhém a třetím místě se umístili Slovák Peter Sagan (Bora–Hansgrohe) a Belgičan Greg Van Avermaet (CCC Team).

## Týmy
Závodu se zúčastnilo celkem 21 týmů, všech 18 UCI WorldTeamů, 2 UCI Professional Continental týmy a Kanadský národní tým. Každý tým přijel se 7 jezdci kromě týmu Lotto–Soudal se šesti jezdci, na start se tedy postavilo celkem 146 jezdců. Do cíle v Québecu dojelo 128 jezdců.
UCI WorldTeamy
- AG2R La Mondiale
- Astana
- Bahrain–Merida
- Bora–Hansgrohe
- CCC Team
- Deceuninck–Quick-Step
- EF Education First
- Groupama–FDJ
- Lotto–Soudal
- Mitchelton–Scott
- Movistar Team
- Team Dimension Data
- Team Jumbo–Visma
- Team Katusha–Alpecin
- Team Ineos
- Team Sunweb
- Trek–Segafredo
- UAE Team Emirates

UCI Professional Continental týmy
- Israel Cycling Academy
- Rally UHC Cycling

Národní týmy
- Kanada

## Výsledky
| Pořadí | Jezdec                   | Tým                   | Čas        |
| ------ | ------------------------ | --------------------- | ---------- |
| 1      | Michael Matthews (AUS)   | Team Sunweb           | 5h 13' 01" |
| 2      | Peter Sagan (SVK)        | Bora–Hansgrohe        | + 0"       |
| 3      | Greg Van Avermaet (BEL)  | CCC Team              | + 0"       |
| 4      | Diego Ulissi (ITA)       | UAE Team Emirates     | + 0"       |
| 5      | Jasper Stuyven (BEL)     | Trek–Segafredo        | + 0"       |
| 6      | Tom-Jelte Slagter (NED)  | Team Dimension Data   | + 0"       |
| 7      | Julian Alaphilippe (FRA) | Deceuninck–Quick-Step | + 0"       |
| 8      | Timo Roosen (NED)        | Team Jumbo–Visma      | + 0"       |
| 9      | Tim Wellens (BEL)        | Lotto–Soudal          | + 0"       |
| 10     | Benoît Cosnefroy (FRA)   | AG2R La Mondiale      | + 0"       |